# 向陽的藍色陣雨
《向陽的藍色陣雨》是由Studio Colorido制作的動畫短片。第17届日本日本新媒體動漫藝術節動畫部門推薦的作品 。

## 概要
《向陽的藍色陣雨》是由獨立制作《富美子的告白》的石田祐康執導的第一部導演作品。 2013年10月13日，與中村隆史導演的短片《寫眞館》同時在『シネ・リーブル池袋』限定上映一天。它還與 2015 年 6 月 5 日發布的《颱風的諾爾達》同時發布。
作品的舞台是日野市，日野站中央快速線上的E233系列列車也有在影片內出現 。

## 故事內容
四年级的陽向很喜歡她的同學時雨。時雨在學校飼養小鳥時被楊向看見，陽向畫了與時雨在鳥背上乘坐的畫，但他卻無法表達自己內心喜歡時雨的想法。突然的，時雨宣布決定轉學的消息。時雨離開的那天，他決定有所行動，並在雨中追逐著載有時雨的計程車，最後在車站追上了時雨，並在最後對時雨說了「要保重」。

## 登場人物
陽向
聲優 - 伊波杏樹
時雨
聲優 - 早見沙織
夏子
聲優 - 古木望
萌
聲優 - 佐藤梓
老師
聲優 - 栃崎貴行
長尾鸚鵡
聲優 - 中村櫻
學生
聲優 - 桑原由氣
聲優 - 高野麻里佳
聲優 - 小橋のぞみ
聲優 - 中山涼子

## 製作團隊
- 導演、劇本 ： 石田祐康
- 角色設計、動畫、作畫管理 ： 新井陽次郎
- 原畫、動畫、作畫管理 ： 間崎渓
- 色彩設計、色彩設計檢查 ： のぼりはるこ（緋和）
- 音樂 ： 市川淳（日语：市川淳）
- 音響監督、音響制作 ： 岩浪美和
- 音響效果 ： 小山恭正
- 混音師： 山口貴之
- 主題歌 ： 「不思議（日语：さざなみCD）」 SPITZ

## 外部連結
- 向陽的藍色陣雨 官方網站 （页面存档备份，存于）